# Craigellachie (Neuseeland)
Craigellachie ist eine kleine Siedlung im Clutha District der Region Otago auf der Südinsel von Neuseeland.

## Geographie
Die Siedlung befindet sich rund 12 km nordwestlich von Lawrence des Clutha River/Mata-Au und rund 4 km südöstlich von Beaumont. Durch die Siedlung führt der New Zealand State Highway 8, der Milton und Roxburgh miteinander verbindet.

## Geschichte
Nachdem im Jahr 1914 ein 434 m langer Eisenbahntunnel durch den Big Hill zwischen Bowlers Creek und Craigellachie fertiggestellt war, reichte der Roxburgh Branch am 15. Dezember 1914 über Craigellachie  bis nach Beaumont. Die Strecke sorgte für eine Anbindung der Siedlung an den South Island Main Trunk Railway, die Eisenbahnhauptstrecke der Südinsel. Am 1. Juni 1968 wurde die gesamte Strecke allerdings stillgelegt und in der Folge demontiert.

## Sehenswürdigkeiten
In der Siedlung befinden sich die Craigellachie Down Rockery Gardens, ein Park mit Steingärten und vielen blühenden Pflanzen und Bäumen aus Übersee. Die Anlage kann von Mitte September bis Ende April besucht werden.